# JaVale McGee
JaVale Lindy McGee (nascido em 19 de janeiro de 1988) é um basquetebolista norte-americano que atua como pivô. Atualmente joga no Sacramento Kings, da National Basketball Association.
Ele jogou basquete universitário na Universidade de Nevada, Reno. Ele foi selecionado pelo Washington Wizards como a 18º escolha geral no Draft da NBA de 2008. 
Ele é três vezes campeão da NBA, tendo conquistado títulos consecutivos com o Golden State Warriors em 2017 e 2018 antes de ganhar um terceiro título com o Los Angeles Lakers em 2020.

## Carreira no ensino médio e na faculdade
McGee nasceu em Flint, Michigan e frequentou duas escolas secundárias em Michigan, Detroit Country Day School e Providence Christian, antes de se transferir para a Hales Franciscan High School em Chicago.
De acordo com o seu técnico na Hales Franciscan, Gary London, a posição natural de McGee era Ala e ele também poderia jogar como Ala-pivô. 
McGee foi o pivô titular da Universidade de Nevada e depois de seu segundo ano, na qual obteve médias de 14,3 pontos e 7,3 rebotes, ele decidiu contratar um agente e se declarar para o Draft da NBA de 2008.

## Carreira profissional

### Washington Wizards (2008–2012)
McGee foi selecionado pelo Washington Wizards como a 18º escolha geral no Draft da NBA de 2008. Em 9 de julho de 2008, ele assinou um contrato de dois anos e US $ 2,4 milhões com os Wizards.

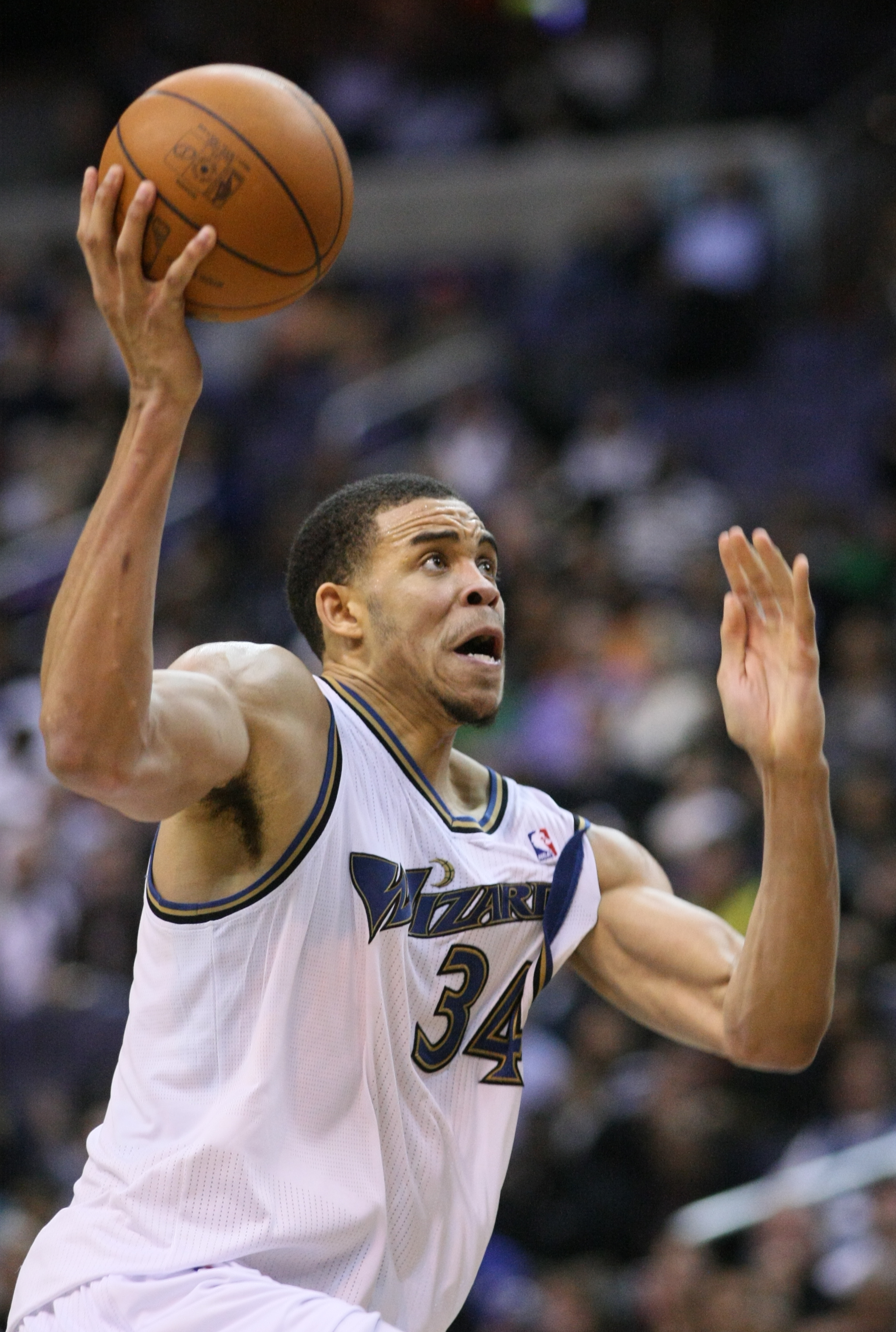
McGee com os Wizards em novembro de 2010

Em 9 de janeiro de 2010, McGee foi multado em $ 10.000 pelos Wizards por participar das brincadeiras de Gilbert Arenas antes de um jogo em 5 de janeiro de 2010 contra o Philadelphia 76ers. Arenas estava sendo investigado por um incidente anterior envolvendo armas no vestiário dos Wizards, mas minimizou as acusações apontando o dedo para seus companheiros de equipe, como se estivesse atirando neles. Seus companheiros foram fotografados sorrindo e rindo com ele.
Em 6 de janeiro de 2011, McGee foi escolhido para participar do Campeonato de Enterradas no All-Star Weekend. Ele foi o primeiro jogador dos Wizards a participar do concurso. Ele terminou em segundo lugar, perdendo para Blake Griffin. McGee foi o primeiro jogador a usar três bolas ao mesmo tempo em uma competição de enterrada, que mais tarde foi citada pelo Guinness World Records.
Em 15 de março de 2011, em uma derrota por 98-79 contra o Chicago Bulls, McGee marcou seu primeiro triplo-duplo da carreira com 11 pontos, 12 rebotes e 12 bloqueios. No entanto, ele recebeu algumas críticas por dar arremessos imprudentes no quarto período para garantir que alcançaria 10 pontos enquanto seu time estava sendo derrotado e até recebeu uma falta técnica por comemoração excessiva após seus pontos finais. O comentarista de televisão Kevin McHale chamou de "triplo-duplo ruim". Em resposta às críticas, McGee disse: "Eu tenho um triplo-duplo. Quem pode dizer que eles têm um triplo-duplo? Não estou realmente preocupado com isso."
Durante a greve da NBA de 2011, os líderes da NBPA se reuniram com cerca de 30 jogadores em 14 de outubro e enfatizaram a unidade. McGee deixou a reunião mais cedo e disse aos repórteres que alguns jogadores disseram "que estão prontos para desistir", mas a maioria estava unida. McGee mais tarde negou ter mencionado que os jogadores estavam prontos para desistir, mas seu comentário foi registrado por repórteres. Derek Fisher disse que McGee "não tinha capacidade de fazer essa declaração" com base no tempo limitado que passou na reunião.

### Denver Nuggets (2012–2015)
Em 15 de março de 2012, McGee foi negociado para o Denver Nuggets junto com Ronny Turiaf em um negócio que enviou Nenê para os Wizards.
Em 21 de março, em sua estreia nos Nuggets, McGee fez a enterrada que deu a vitória a equipe. No final da temporada regular, os Nuggets conquistou a sexta melhor campanha do Oeste e McGee foi para o seu primeiro playoffs na NBA. Os números de McGee aumentaram e diminuíram ao longo da série, incluindo o jogo 7, quando ele marcou apenas 6 pontos em 32 minutos.
Em 18 de julho de 2012, McGee assinou novamente com os Nuggets em um contrato de US $ 44 milhões por quatro anos.
A temporada de 2013–14 de McGee terminou em 20 de fevereiro de 2014, quando ele foi submetido a uma cirurgia para reparar uma fratura por estresse em sua tíbia esquerda.
Em 29 de outubro de 2014, McGee fez seu retorno para os Nuggets, registrando 2 pontos e 2 rebotes na vitória de abertura da temporada por 89-79 sobre o Detroit Pistons.

### Philadelphia 76ers (2015)
Em 19 de fevereiro de 2015, McGee foi negociado, junto com Chukwudiebere Maduabum e uma escolha de primeira rodada do Draft da NBA de 2015, para o Philadelphia 76ers em troca de Cenk Akyol. Em 1º de março de 2015, ele foi dispensado pelos 76ers depois de participar de seis jogos.

### Dallas Mavericks (2015–2016)
Em 13 de agosto de 2015, McGee assinou com o Dallas Mavericks. Ele perdeu os primeiros 13 jogos do time na temporada de 2015-16 devido a uma fratura por estresse na tíbia esquerda. Em 22 de novembro de 2015, ele fez sua estreia pelos Mavericks, jogando em pouco menos de 11 minutos, registrando 8 pontos e 6 rebotes na derrota para o Oklahoma City Thunder. Em 5 de janeiro de 2016, ele registrou 13 pontos e 11 rebotes em uma vitória na prorrogação por 117–116 sobre o Sacramento Kings.
Em 8 de julho de 2016, McGee foi dispensado pelos Mavericks.

### Golden State Warriors (2016–2018)
Em 16 de setembro de 2016, McGee assinou com o Golden State Warriors. Em 15 de dezembro de 2016, ele marcou 17 pontos, o recorde da temporada, na vitória de 103-90 sobre o New York Knicks. Em 31 de março de 2017, ele teve 13 pontos e cinco bloqueios na vitória por 107-98 sobre o Houston Rockets. Os Warriors ganharam o título da NBA de 2017 depois de derrotar o Cleveland Cavaliers por 4-1 nas Finais da NBA. Ele jogou 77 dos 82 jogos da temporada regular e 16 de 17 jogos dos playoffs, seus melhores números da carreira.
Em 1 de agosto de 2017, McGee assinou novamente com os Warriors em um contrato de um ano. Seu tempo de jogo aumentou quando ele foi inserido no time titular após a pausa para o All-Star Game. Em junho de 2018, ele ganhou seu segundo título consecutivo depois que os Warriors derrotaram os Cavaliers por 4-0 nas Finais. Ele foi titular nos últimos três jogos da série com média de 8,0 pontos nos quatro jogos.

### Los Angeles Lakers (2018–2020)
Em 10 de julho de 2018, McGee assinou com o Los Angeles Lakers. Ele perdeu sete jogos em dezembro devido a uma infecção respiratória. Em 22 de março de 2019, ele teve seu recorde na carreira de 33 pontos e 20 rebotes, além de seis bloqueios, na derrota por 111-106 para o Brooklyn Nets.

### Cleveland Cavaliers (2020–2021)
Em 23 de novembro de 2020, McGee foi negociado do Los Angeles Lakers para o Cleveland Cavaliers em troca de Alfonzo McKinnie e Jordan Bell.Nesta temporada, McGee atuou em 33 partidas, com média de 8 pontos, 5,2 rebotes e 1,2 toco por partida; como ele estava vindo do banco de reservas, sua média em quadra foi de 15,2 minutos por jogo. 

### Dever Nuggets (2021)
Em 25 março 2021 Cleveland fecha envio do pivô para Denver por Isaiah Hartenstein e duas escolhas de segunda rodada de draft.

### Phoenex Suns (2021-2022)
Em 3 de agosto de 2022 assinou um acordo de US$ 5 milhões por uma temporada.

### Dallas Mavericks(2022–Presente)
Em 29 de junho de 2022, McGee foi negociado do Phoenix Suns para o Dallas Mavericks.
Sacramento Kings (2023–Presente)
Em 31 de agosto de 2023, McGee foi negociado do Dallas Mavericks para o Sacramento Kings.

## Estatísticas

### NBA

#### Temporada regular
| Ano      | Equipe       | PJ  | PT  | MPJ  | AP   | 3P    | LL    | RT  | AS  | BR | TO  | PPJ  |
| -------- | ------------ | --- | --- | ---- | ---- | ----- | ----- | --- | --- | -- | --- | ---- |
| 2008–09  | Washington   | 75  | 14  | 15.2 | .494 | .000  | .660  | 3.9 | .3  | .4 | 1.0 | 6.5  |
| 2009–10  | Washington   | 60  | 19  | 16.1 | .508 | .000  | .638  | 4.0 | .2  | .3 | 1.7 | 6.4  |
| 2010–11  | Washington   | 79  | 75  | 27.8 | .550 | .000  | .583  | 8.0 | .5  | .5 | 2.4 | 10.1 |
| 2011–12  | Washington   | 41  | 40  | 27.4 | .535 | .000  | .500  | 8.8 | .6  | .6 | 2.5 | 11.9 |
| 2011–12  | Denver       | 20  | 5   | 20.6 | .612 | .000  | .373  | 5.8 | .3  | .5 | 1.6 | 10.3 |
| 2012–13  | Denver       | 79  | 0   | 18.1 | .575 | 1.000 | .591  | 4.8 | .3  | .4 | 2.0 | 9.1  |
| 2013–14  | Denver       | 5   | 5   | 15.8 | .447 | .000  | 1.000 | 3.4 | .4  | .2 | 1.4 | 7.0  |
| 2014–15  | Denver       | 17  | 0   | 11.5 | .557 | .000  | .690  | 2.8 | .1  | .1 | 1.1 | 5.2  |
| 2014–15  | Philadelphia | 6   | 0   | 10.2 | .444 | .000  | .500  | 2.2 | .3  | .0 | .2  | 3.0  |
| 2015–16  | Dallas       | 34  | 2   | 10.9 | .575 | .000  | .500  | 3.9 | .1  | .1 | .8  | 5.1  |
| 2016–17  | Golden State | 77  | 10  | 9.6  | .652 | .000  | .505  | 3.2 | .2  | .2 | .9  | 6.1  |
| 2017–18  | Golden State | 65  | 17  | 9.5  | .621 | .000  | .731  | 2.6 | .5  | .3 | .9  | 4.8  |
| 2018–19  | L.A. Lakers  | 75  | 62  | 22.3 | .624 | .083  | .634  | 7.5 | .7  | .6 | 2.0 | 12.0 |
| 2019–20  | L.A. Lakers  | 68  | 68  | 16.6 | .637 | .500  | .646  | 5.7 | .5  | .5 | 1.4 | 6.6  |
| 2020-21  | Cleveland    | 33  | 1   | 15.2 | 52.1 | 25.0  | .655  | 5.2 | 1   | .5 | 1,2 | 8.0  |
| 2020-21  | Denver       | 13  | 1   | 13.5 | 47.8 | .000  | .667  | 5.3 | .5  | .2 | 1.1 | 5.5  |
| 2021-22  | Phoenex      | 74  | 17  | 15.8 | 62.5 | 22.2  | .699  | 6,7 | 0.6 | .3 | 1.1 | 9.2  |
| 2022-23  | Dallas       | -   | -   | -    | -    | -     | -     | -   | -   | -  | -   | -    |
| Carreira | Carreira     | 821 | 317 | 17.0 | .576 | .182  | .605  | 5.3 | .4  | .4 | 1.5 | 8.0  |

#### Playoffs
| Ano      | Equipe       | PJ | PT | MPJ  | AP   | 3P   | LL   | RT  | AS | BR | TO  | PPJ |
| -------- | ------------ | -- | -- | ---- | ---- | ---- | ---- | --- | -- | -- | --- | --- |
| 2012     | Denver       | 7  | 0  | 25.9 | .434 | –    | .538 | 9.6 | .7 | .7 | 3.1 | 8.6 |
| 2013     | Denver       | 6  | 2  | 18.7 | .581 | –    | .389 | 5.2 | .0 | .7 | 1.0 | 7.2 |
| 2016     | Dallas       | 2  | 0  | 7.0  | .500 | –    | .333 | 1.5 | .0 | .5 | .0  | 2.0 |
| 2017     | Golden State | 16 | 1  | 9.3  | .732 | –    | .722 | 3.0 | .3 | .1 | .9  | 5.9 |
| 2018     | Golden State | 13 | 9  | 12.2 | .672 | .000 | .684 | 3.2 | .3 | .2 | 1.3 | 6.5 |
| 2020     | L.A. Lakers  | 14 | 11 | 9.6  | .625 | .000 | .500 | 3.1 | .5 | .1 | .7  | 2.9 |
| 2021     | Denver       | 4  | 0  | 8.5  | .300 | .000 | .333 | 3   | .8 | .3 | 1.3 | 2   |
| 2022     | Phoenix      | 12 | 0  | 11.1 | .700 | .000 | .846 | 4   | .6 | .3 | .4  | 6.8 |
| Carreira | Carreira     | 74 | 23 | 12.4 | .590 | .000 | .571 | 4   | .4 | .3 | 1.0 | 5.6 |

### Universitário
| Ano      | Equipe   | PJ | PT | MPJ  | AP   | 3P   | LL   | RT  | AS | BR | TO  | PPJ  |
| -------- | -------- | -- | -- | ---- | ---- | ---- | ---- | --- | -- | -- | --- | ---- |
| 2006–07  | Nevada   | 33 | 0  | 10.0 | .600 | .667 | .471 | 2.2 | .1 | .2 | .9  | 3.3  |
| 2007–08  | Nevada   | 33 | 31 | 27.3 | .529 | .333 | .525 | 7.3 | .6 | .8 | 2.8 | 14.1 |
| Carreira | Carreira | 66 | 31 | 18.6 | .564 | .500 | .498 | 4.7 | .3 | .5 | 1.8 | 8.7  |

Fonte:

## Carreira da seleção nacional
McGee visitou as Filipinas duas vezes durante a greve da NBA de 2011, primeiro em jogos de exibição com estrelas da NBA contra jogadores da Associação Filipina de Basquete e depois em uma clínica de basquete. Mais tarde naquele ano, ele expressou seu interesse em jogar pela Seleção Filipina e, em 2012, foi apresentado um projeto de lei para sua cidadania filipina para torná-lo elegível. Em 2014, McGee foi convidado novamente pela federação para participar como jogador naturalizado da Copa do Mundo de Basquetebol Masculino de 2014 na Espanha. No entanto, as seleções nacionais estavam limitadas a um jogador naturalizado cada, e o ex-companheiro de equipe da Wizards, Andray Blatche, entrou para a seleção da Copa do Mundo após receber a cidadania.

## Filantropia
Em 2013, McGee fundou a Juglife Foundation, uma organização que promove a conscientização sobre água potável e hidratação. Ele já hospedou jogos de softball de celebridades envolvendo seus colegas da NBA. A Juglife fez parceria com a Hope 4 Kids International na construção de poços em Uganda.

## Vida pessoal
O pai de McGee, George Montgomery, foi selecionado pelo Portland Trail Blazers na Segunda Rodada no Draft da NBA de 1985, embora não tenha jogado pelo time. Sua mãe, Pamela McGee, foi um destaque da Universidade do Sul da Califórnia, jogando com sua irmã gêmea, Paula, vencendo dois título da Divisão 1 da NCAA em 1983 e 1984. Ela ganhou uma medalha de ouro olímpica em 1984. Além de jogar na França, Itália e Brasil, ela foi escolhida pelo Sacramento Monarchs no Draft da WNBA de 1997. Ela também jogou pelo Los Angeles Sparks e pelo Sacramento Monarchs. McGee é o primeiro filho de um jogadora da WNBA a jogar na NBA. Sua meia-irmã mais nova, Imani McGee-Stafford, também joga na WNBA pelo Atlanta Dream. McGee também é primo do ex-defensor da NFL, Jarron Gilbert.
Em 2013, foi anunciado que McGee estrelaria seu próprio reality show, Mom's Got Game, com sua mãe. McGee tinha a maior envergadura documentada de qualquer jogador atual da NBA, 2,30 m, até que os Nuggets selecionaram Rudy Gobert, com uma envergadura de 2,35 m, no Draft da NBA de 2013. 
Ele se tornou um vegano em tempo integral no verão de 2017. Ele se aventurou com a dieta por alguns anos, usando-a antes de cada temporada para perder peso. Ele se comprometeu com isso em tempo integral depois de ver como seu corpo respondeu durante a temporada de 2016–17.

McGee também é produtor musical com o nome de Pierre. Ele tem um estúdio em Inglewood e lançou seu primeiro álbum autointitulado em 2018. Em 2020, ele co-produziu "Available" com Poo Bear e Sasha Sirota no álbum de Justin Bieber, Changes.